# Tori Bowie
Pour les articles homonymes, voir Bowie.
Frentorish Bowie dite Tori Bowie, née le 27 août 1990 à Sand Hill (Mississippi) et morte le 23 avril 2023 à Horizon West (Floride),,, est une athlète américaine, spécialiste des épreuves de sprint et de saut en longueur.
Elle est championne du monde du 100 m et du 4 × 100 m en 2017 à Londres et remporte par ailleurs trois médailles (sur 100 m, 200 m et 4 × 100 m) aux Jeux olympiques de 2016.

## Biographie

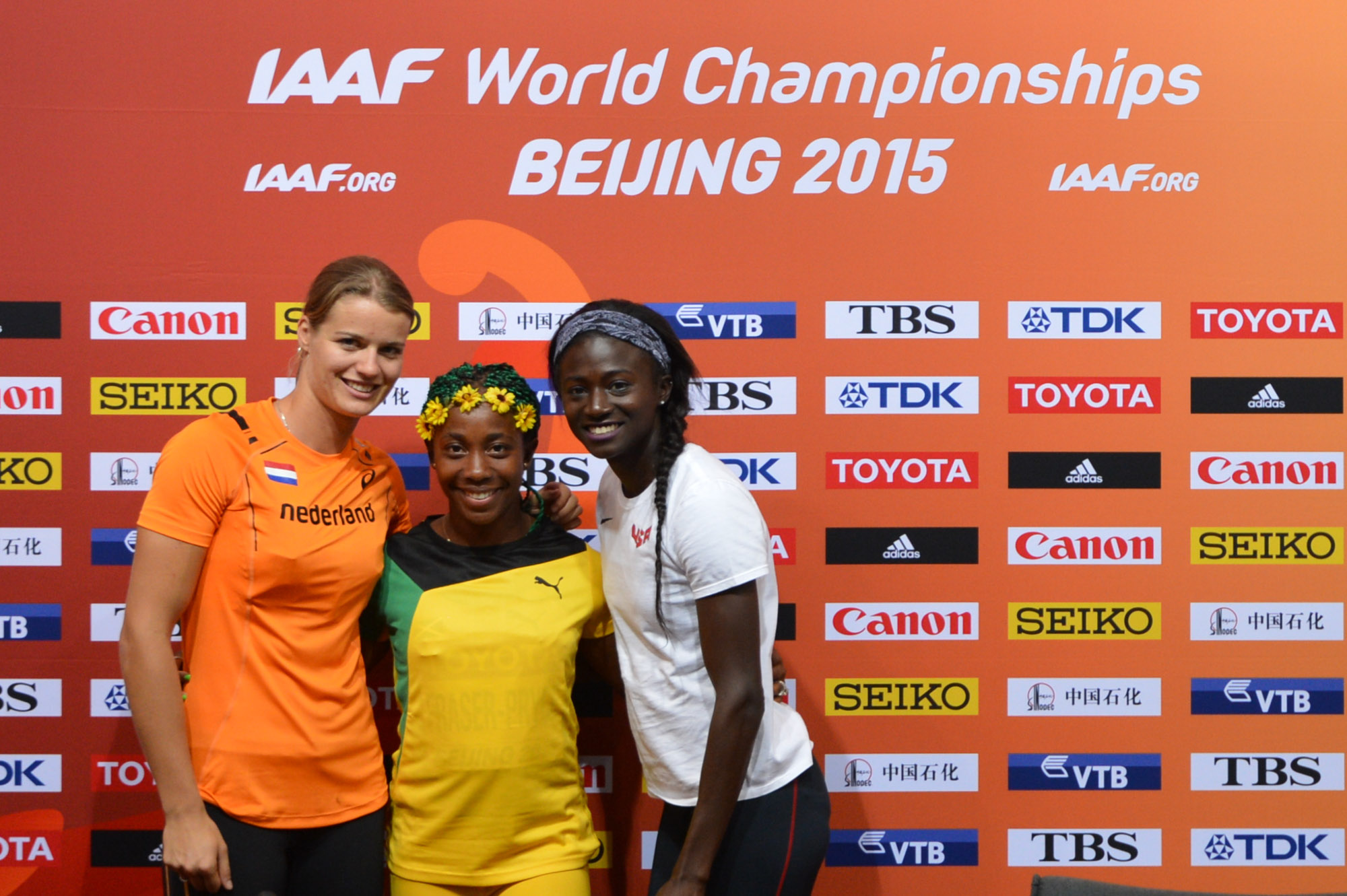
Tori Bowie (à droite), Dafne Schippers et Shelly-Ann Fraser-Pryce lors des Championnats du monde 2015.

Étudiante à l'université du Sud du Mississippi, Tori Bowie remporte en 2011 les titres NCAA en salle et en plein air du saut en longueur. En avril 2013, elle porte son record personnel du 100 mètres à 11 s 14 lors des Mt. SAC Relays de Walnut en Californie, et celui du saut en longueur à 6,91 m (+1,0 m/s) à Westwood.
En début de saison 2014, à Naperville, elle établit un nouveau record personnel à la longueur en salle avec 6,95 m, signant la meilleure performance mondiale de l'année. Sélectionnée pour les championnats du monde en salle de Sopot, en Pologne, elle ne parvient pas à franchir le cap des qualifications. Elle s'illustre lors du circuit de la ligue de diamant 2014 en remportant tout d'abord l'épreuve du 200 m de la Prefontaine Classic à Eugene. Située au couloir n°1, elle s'impose en 22 s 18, signant un nouveau record personnel ainsi que la meilleure performance mondiale de l'année. Elle remporte ensuite le 100 m du meeting de Rome en portant son record personnel à 11 s 05, avant de dominer toutes ses adversaires au cours de l'Adidas Grand Prix de New York, dans le temps de 11 s 07. Fin juin, au cours des demi-finales des championnats des États-Unis, à Sacramento, Bowie descend pour la première fois de sa carrière sous les onze secondes en courant le 100 m en 10 s 91 (+2,0 m/s). Blessée, elle déclare forfait pour la finale. Le 18 juillet 2014, lors du Meeting Herculis de Monaco, Tori Bowie réalise la meilleure performance mondiale de l'année sur 100 m en établissant la marque de 10 s 80 (+ 0,8 m/s).
En 2015, Tori Bowie remporte le 100 m des Championnats des États-Unis, se qualifiant ainsi pour les Championnats du monde de Pékin où elle remporte la médaille de bronze en 10 s 86. Elle est devancée par Shelly-Ann Fraser-Pryce (10 s 76) et par Dafne Schippers (10 s 81). En fin de saison, elle se classe par ailleurs troisième du classement général de la Ligue de diamant.

### Triple médaillée aux Jeux de Rio (2016)
Le 19 mars 2016, Tori Bowie se classe 6e du 60 m championnats du monde en salle de Portland en 7 s 14. Le 16 avril suivant, elle établit la meilleure performance mondiale de l'année sur 200 m en 22 s 26.
Le 6 mai suivant, l'Américaine remporte le Doha Diamond League 2016 en 10 s 80, meilleure performance mondiale de l'année et record personnel égalé. Lors des sélections olympiques américaines, fin juin 2016 à Eugene, elle remporte l'épreuve du 200 m en 22 s 25 et se classe troisième de celle du 100 m en établissant le meilleur temps de sa carrière sur cette distance en 10 s 78.
Alignée sur trois épreuves lors des Jeux olympiques de 2016, à Rio de Janeiro, elle remporte la médaille d'argent sur 100 m en 10 s 83, devancée par Elaine Thompson, la médaille de bronze sur 200 m, derrière Thompson et Dafne Schippers, et la médaille d'or du 4 × 100 m, en compagnie de ses compatriotes Tianna Bartoletta, Allyson Felix et English Gardner.

### Championne du monde du 100 m et du4 × 100m(2017)
Le 27 mai 2017, lors de la Prefontaine Classic à Eugene, Tori Bowie établit un nouveau record personnel sur 200 m en 21 s 77 (+ 1,5 m/s) pour battre Shaunae Miller-Uibo (21 s 91, NR) et Elaine Thompson (21 s 98). Le 23 juin, elle remporte le titre national du 100 m en 10 s 94 et termine par ailleurs 3e du 200 m en 22 s 60. Elle décide cependant de ne s'aligner que sur le 100 m lors des championnats du monde de Londres,.
Le 6 août 2017, Tori Bowie est sacrée championne du monde du 100 m à Londres en 10 s 85, devançant l'Ivoirienne Marie-Josée Ta Lou (10 s 86) et la Néerlandaise Dafne Schippers (10 s 96). Le 12 août 2017, elle remporte en tant que dernière relayeuse l'épreuve du 4 × 100 m en compagnie de Aaliyah Brown, Allyson Felix et Morolake Akinosun, en devançant les équipes du Royaume-Uni et de Jamaïque.
Le 27 juillet 2019, elle termine 4e des championnats nationaux au saut en longueur avec 6,78 m, et se qualifie pour les championnats du monde. À Doha, Tori Bowie déclare forfait avant les demi-finales du 100 m et se classe quatrième de l'épreuve du saut en longueur avec la marque de 6,81 m.

### Mort
Le 3 mai 2023, alors que des rumeurs sur les réseaux sociaux circulent, l'agence représentant l'athlète annonce à 13 h 51 (heure française) que Tori Bowie est morte à l'âge de 32 ans : « Nous sommes dévastés par la triste nouvelle du décès de Tori Bowie. Nous avons perdu une cliente, une amie très chère, une fille et une sœur. Tori était une championne... un phare qui brillait de mille feux ! Nous avons le cœur brisé et nos prières accompagnent la famille et les amis. ». Le 12 juin, il est annoncé que Tori Bowie, enceinte de huit mois, est morte dans son lit, en plein accouchement d'une fille mort-née nommée Ariana.

## Palmarès

### International
| Date | Compétition                    | Lieu             | Résultat | Épreuve   | Temps   |
| ---- | ------------------------------ | ---------------- | -------- | --------- | ------- |
| 2014 | Championnats du monde en salle | Sopot            | qual.    | Longueur  | 6,12 m  |
| 2015 | Championnats du monde          | Pékin            | 3e       | 100 m     | 10 s 86 |
| 2015 | Ligue de diamant               | Ligue de diamant | 3e       | 100 m     | détails |
| 2016 | Championnats du monde en salle | Portland         | 6e       | 60 m      | 7 s 14  |
| 2016 | Jeux olympiques                | Rio de Janeiro   | 2e       | 100 m     | 10 s 83 |
| 2016 | Jeux olympiques                | Rio de Janeiro   | 3e       | 200 m     | 22 s 15 |
| 2016 | Jeux olympiques                | Rio de Janeiro   | 1re      | 4 × 100 m | 41 s 01 |
| 2017 | Championnats du monde          | Londres          | 1re      | 100 m     | 10 s 86 |
| 2017 | Championnats du monde          | Londres          | 1re      | 4 x 100 m | 41 s 82 |
| 2019 | Championnats du monde          | Doha             | 4e       | Longueur  | 6,81 m  |

### National
- Championnats des États-Unis d'athlétisme :
  - 100 m : vainqueur en 2015 et 2017
  - 200 m : vainqueur en 2016

## Records
| Épreuve   | Épreuve  | Performance        | Lieu       | Date            |
| --------- | -------- | ------------------ | ---------- | --------------- |
| Plein air | 100 m    | 10 s 78            | Eugene     | 3 juillet 2016  |
| Plein air | 200 m    | 21 s 77            | Eugene     | 27 mai 2017     |
| Plein air | Longueur | 6,91 m (+ 1,0 m/s) | Westwood   | 6 avril 2013    |
| Salle     | 60 m     | 7 s 11             | Portland   | 19 mars 2016    |
| Salle     | Longueur | 6,95 m             | Naperville | 25 janvier 2014 |